# Fredericksburg (Texas)
Fredericksburg is een plaats (city) in de Amerikaanse staat Texas. Het is de hoofdplaats van Gillespie County.

## Geschiedenis
Fredericksburg werd in 1846 gesticht door Otfried Hans von Meusebach, commissaris-generaal van de Mainzer Adelsverein, een vereniging die de emigratie van Duitsers naar Texas bevorderde. De naam van de plaats, oorspronkelijk Friedrichsburg, verwijst naar prins Frederik van Pruisen, een ander lid van de vereniging. Nog altijd is 12,48% van de bevolking Duitstalig (Texas-Duits).

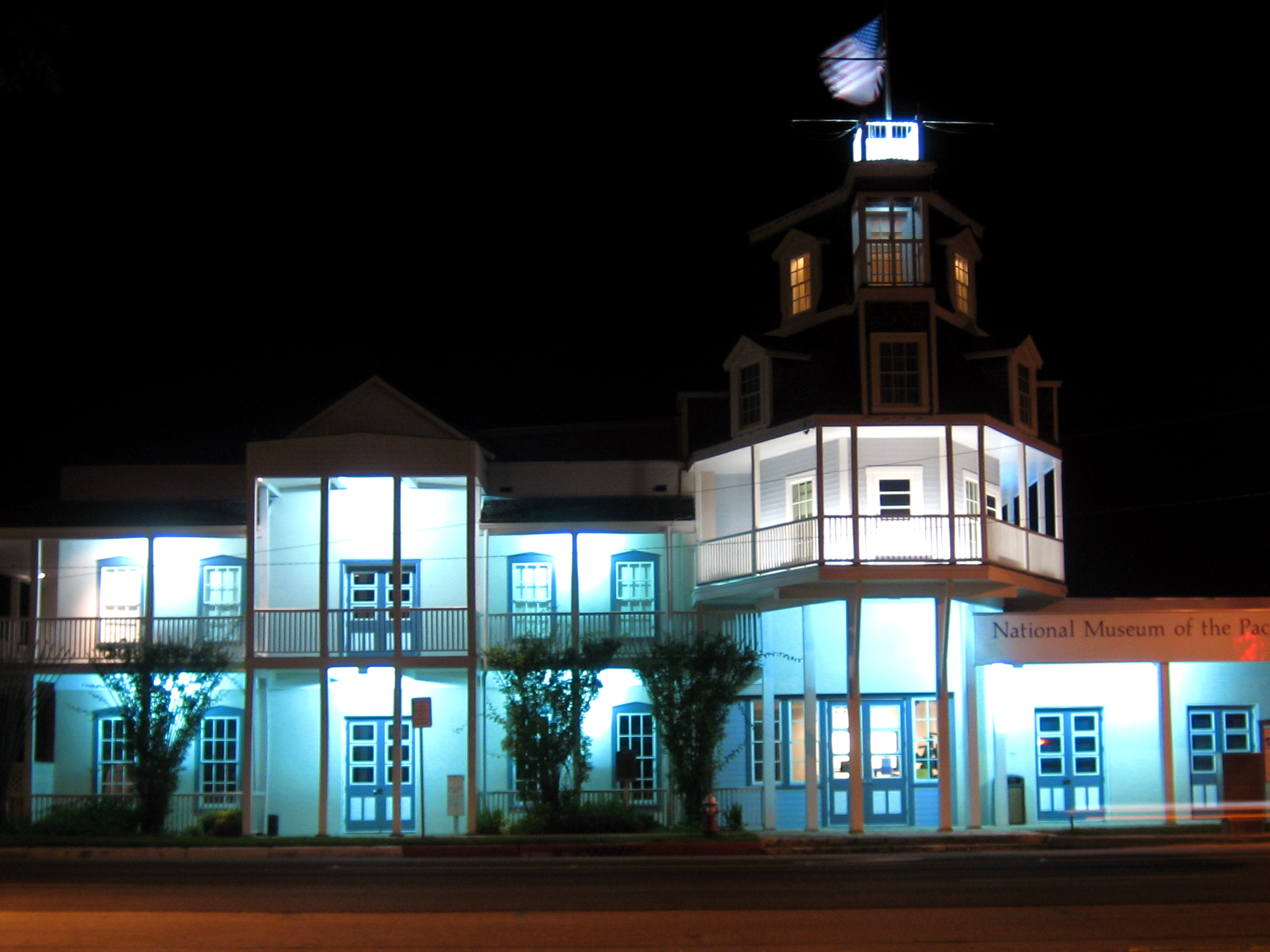
Nimitz Museum

## Demografie
Bij de volkstelling in 2000 werd het aantal inwoners vastgesteld op 8911.
In 2006 is het aantal inwoners door het United States Census Bureau geschat op 10.752, een stijging van 1841 (20,7%). Ruim 93% van de inwoners is blank.

## Geografie
Volgens het United States Census Bureau beslaat de plaats een oppervlakte van
17,2 km², geheel bestaande uit land.
Op 24 kilometer ten noorden van Fredericksburg ligt de berg Enchanted Rock en het Enchanted Rock State Natural Area.

## Plaatsen in de nabije omgeving
De onderstaande figuur toont nabijgelegen plaatsen in een straal van 36 km rond Fredericksburg.

## Geboren
- Chester Nimitz (1885-1966), admiraal van de Amerikaanse marine tijdens de Tweede Wereldoorlog